# Резнік Катерина Олександрівна
Катери́на Олекса́ндрівна Ре́знік (нар. 1995) — українська плавчиня-синхроністка, бронзова призерка Олімпійських ігор 2020 року.

## Із життєпису
Представляє команду Харківської області. Закінчила Харківський національний університет внутрішніх справ.
Літом 2018 року була у складі збірної України з синхронного плавання, яка стала найкращою на чемпіонаті Європи з літніх видів спорту.
На Чемпіонаті світу з водних видів спорту у липні 2019 року в синхронному плаванні, група, технічна програма вона та Владислава Алексіїва, Марина Алексіїва, Яна Наріжна, Анастасія Савчук, Марта Фєдіна, Аліна Шинкаренко, Єлизавета Яхно здобули бронзові нагороди. У програмі хайлайт команда здобула золоті нагороди.
Катерина – українська психолог та професійна синхроністка, яка стала мультичемпіонкою України із синхронного плавання у період з 2009 по 2021 роки. Вона є героїнею для багатьох любителів цього виду спорту.
Катерина не зупинилася на досягнутих успіхах плавання та синхронного плавання та продовжила свій розвиток. В даний час вона працює над здобуттям ступеня кандидата психологічних наук і спеціалізується на роботі з професійними спортсменами та іншими людьми, допомагаючи їм досягати своїх цілей та забезпечувати свій добробут через психологічні методи.

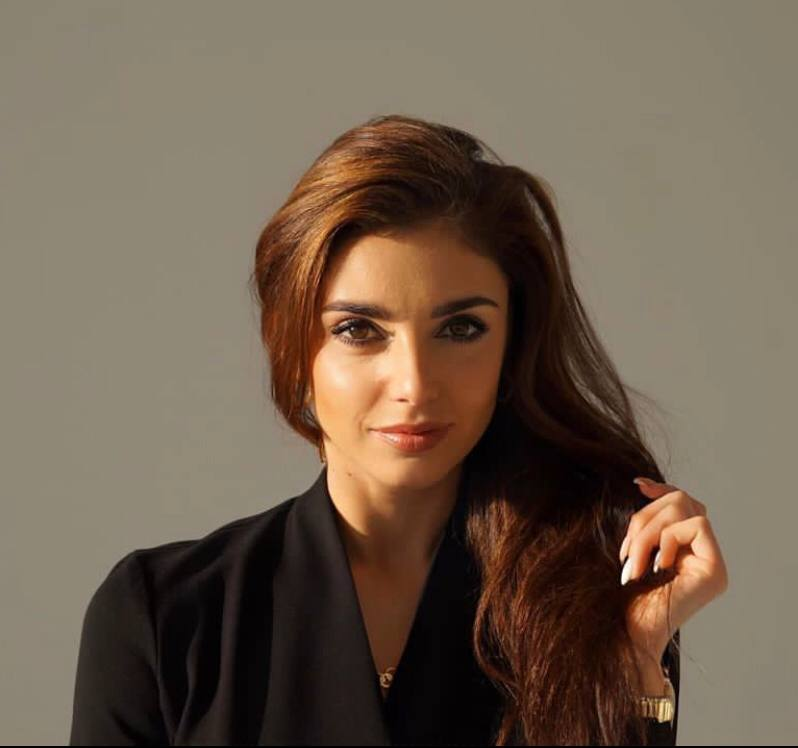

Катерина є досвідченим консультантом для спортивних команд та індивідуальних спортсменів у плаванні та синхронному плаванні. Вона допомагає їм досягати медалей та покращувати спортивні результати, застосовуючи свої знання та досвід у психології, щоб допомогти спортсменам керувати стресом, підвищити мотивацію та досягти оптимальної психологічної підготовки.
Катерина також не забуває про особистий розвиток та займається саморозвитком та особистими проектами. У вільний час вона приділяє собі написання книг та розвитку своїх навичок.
Розпочавши свою плавальну кар'єру у віці 5 років, Катерина не залишила басейн протягом наступних 20 років, доки не досягла олімпійської медалі. Вона паралельно навчалася у двох університетах і здобула вищу освіту в галузі фізичної культури та спорту, а також психології. Катерина є прикладом для багатьох, хто хоче досягти високих результатів у спорті та в житті в цілому.

## Виступи на Олімпіадах
| Олімпіада  | Дисципліна | Місце |
| ---------- | ---------- | ----- |
| Токіо 2020 | групи      | 3     |

## Державні нагороди
- Орден княгині Ольги III ст. (16 серпня 2021) — За досягнення високих спортивних результатів на ХХХІІ літніх Олімпійських іграх в місті Токіо (Японія), виявлені самовідданість та волю до перемоги, утвердження міжнародного авторитету України.[1]